# Mesochorus jenensis
Mesochorus jenensis là một loài tò vò trong họ Ichneumonidae.